# Yoshirō Mori
Pour les articles homonymes, voir Mori.
Yoshirō Mori (森 喜朗, Mori Yoshirō), né le 14 juillet 1937 dans l'ancien bourg de Neagari, qui fait aujourd'hui partie de la ville de Nomi, dans la préfecture d'Ishikawa, est un homme d'État japonais qui fut Premier ministre du Japon du 5 avril 2000 au 26 avril 2001 et président du Parti libéral-démocrate du 5 avril 2000 au 24 avril 2001.

## Origines familiales et formation
Yoshirō Mori est né dans une famille de riches riziculteurs également bien implantés dans la vie politique locale, puisque son grand-père puis son père, Shigeki Mori, furent tous deux maires de son bourg natal de Neagari. Il est orphelin de mère très jeune, puisque sa mère, Kaoru Mori, décède de maladie alors que Yoshirō Mori n'a que 7 ans en 1944, et sa tante maternelle, Akiko, devient sa mère par substitution.
Il étudie à la prestigieuse université Waseda de Tokyo, que son père avait également fréquentée auparavant, et fait notamment partie de l'association d'art oratoire de l'université, connue pour être un véritable creuset pour les futurs hommes politiques japonais. Il y fréquente, entre autres, deux autres futurs Premiers ministres, à savoir Noboru Takeshita et Keizō Obuchi.
Diplômé de l'École de commerce de Waseda en 1960, il entre alors comme journaliste au quotidien conservateur Sankei Shinbun, mais il le quitte dès 1962 pour se rapprocher du monde politique puisqu'il devient secrétaire parlementaire d'un représentant de la préfecture d'Ehime.

## Une ascension relativement rapide

### Les débuts et la faction
Yoshirō Mori entre très tôt en politique en étant élu pour la première fois à la Chambre des représentants du Japon lors des élections législatives du 27 décembre 1969, pour l'ancien 1er district électoral de la préfecture d'Ishikawa où il arrive en tête en nombre de voix alors qu'il n'est investi par aucun grand parti. Il est sans cesse réélu depuis lors et, depuis la réforme électorale de 1994 et le scrutin de 1996, il représente désormais le 2e district d'Ishikawa.
Bien qu'élu initialement comme indépendant, il adhère immédiatement au Parti libéral-démocrate (PLD), grande formation de droite dominant la vie politique japonaise depuis sa création en 1955, et devient l'un des protégés de Takeo Fukuda. Celui-ci devenu Premier ministre en 1976, il offre à Yoshirō Mori sa première responsabilité gouvernementale, sans qu'il soit toutefois membre du Cabinet, en le nommant secrétaire général adjoint du Cabinet de novembre 1977 à décembre 1978.
Yoshirō Mori restera ainsi pendant toute sa carrière politique un membre important du « Conseil pour la nouvelle politique Seiwa » (清和 政策 研究会, Seiwa Seisaku Kenkyūkai), une puissante faction interne au PLD fondée en 1969 par Takeo Fukuda (pour cela elle fut longtemps connue comme la « faction Fukuda ») et surtout connue pour son opposition à la trop grande importance du poids de l'administration que ce soit dans la vie politique japonaise en général ou dans la gestion du parti.

### L'ascension
Yoshirō Mori connaît une ascension politique relativement rapide et progressive dans les années 1980 et 1990.
Il obtient tout d'abord son tout premier poste au sein du Cabinet à seulement 46 ans, âge relativement jeune au sein de la classe politique japonaise : il est ainsi ministre de l'Éducation dans le second Cabinet dirigé par Yasuhiro Nakasone du 27 décembre 1983 au 1er novembre 1984. Il est ainsi l'un des ministres chargé de mener l'ambitieuse réforme du système éducatif voulue par Nakasone, les principes mis en place dans ce domaine après la Seconde Guerre mondiale étant jugés trop américains et trop occidentaux et pas assez japonais car mettant trop l'accent sur les droits et les libertés des élèves au risque de les rendre individualistes, et pas assez sur la nécessité de respecter les liens sociaux traditionnels, le respect, la solidarité ou l'égalité. Yoshirō Mori déclare vouloir surtout alors supprimer le principe des classes préparatoires aux concours des grandes universités qui selon lui accentuent l'esprit de compétition, et donc individualiste, et met trop de pression sur les jeunes Japonais.
Mais il faut attendre le début des années 1990 pour le voir occuper réellement des responsabilités d'importance au sein du PLD ou du Cabinet du Japon. Il est ainsi successivement :
- président du Conseil de recherche politique du PLD (et donc no 4 du parti, chargé de la définition du programme) en octobre 1991 ;
- ministre du Commerce international et de l'Industrie (MITI), l'un des plus influents postes ministériels, dans le Cabinet remanié de Kiichi Miyazawa du 12 décembre 1992 au 9 août 1993. Il est alors au premier plan des négociations tendues engagées par le gouvernement Miyazawa avec l'administration Clinton, laquelle multiplie les attaques contre un marché japonais qu'elle juge trop fermé et pas assez ouvert à la règle de la libre-concurrence internationale, notamment dans le domaine de l'électronique, du matériel informatique et de l'automobile[2];
- secrétaire général du PLD à partir d'août 1993, il est alors le numéro 2 d'une formation désormais passée dans l'opposition depuis le renversement du gouvernement Miyazawa par une motion de censure et la victoire aux législatives d'une coalition anti-PLD ;
- ministre de la Construction du Cabinet remanié et de grande coalition (PLD-PSJ-NPP) du socialiste Tomiichi Murayama du 8 août 1995 au 11 janvier 1996 ;
- devenu le président de l'ancienne faction Fukuda, de plus en plus influente au sein du PLD, il redevient secrétaire général du mouvement en août 1998 et apparaît désormais comme un potentiel successeur au Premier ministre Keizō Obuchi.

## Premier ministre du Japon

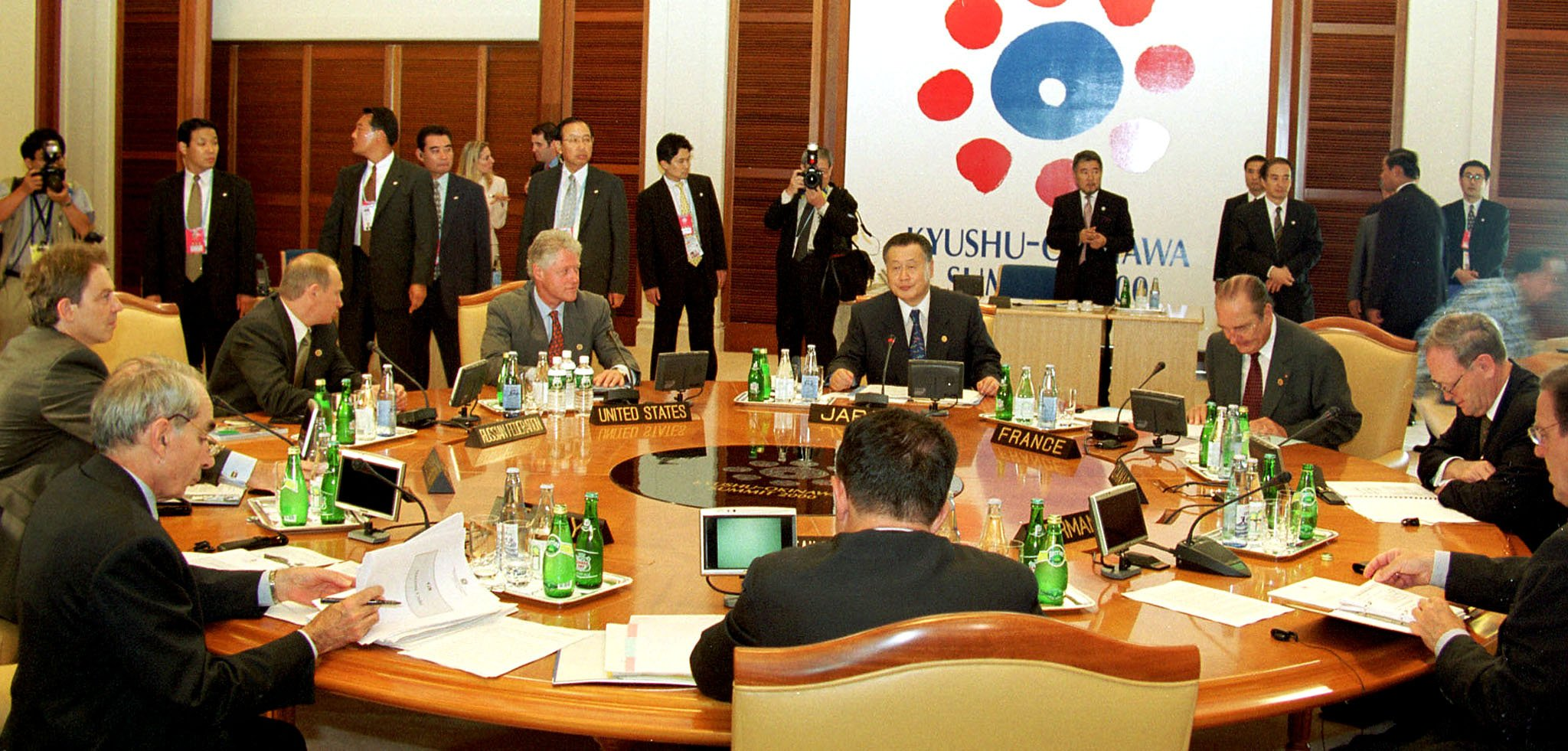
Yoshirō Mori présidant la réunion du G8 le 22 juillet 2000

### L'arrivée au pouvoir
Le Premier ministre Keizō Obuchi subit une crise cardiaque le 1er avril 2000 qui le fait sombrer dans le coma, pour finalement décéder le 14 mai suivant. Dans cette situation, le PLD et la majorité parlementaire élisent Yoshirō Mori pour le remplacer à la tête du parti et du Cabinet dès le 5 avril 2000. Mori obtient alors 335 voix sur les 500 que compte la Chambre des représentants, contre 95 au chef du Parti démocrate du Japon et de l'opposition Yukio Hatoyama. En vérité, la décision a été prise en comité restreint parmi les instances dirigeantes du parti, ce qui fut appelé par les médias le « Groupe des cinq » (五人組, Gojingumi) : Yoshirō Mori (secrétaire général du parti), Mikio Aoki (secrétaire général du Cabinet), Masakuni Murakami (président des membres du PLD à la Chambre des conseillers), Hiromu Nonaka (secrétaire général adjoint du parti), Shizuka Kamei (président du Conseil de recherche politique).
Il devient donc le 55e Premier ministre de l'histoire du Japon, et il est successivement à la tête des 85e (5 avril 2000 – 4 juillet 2000) et 86e Cabinet du Japon (4 juillet 2000 – 26 avril 2001, remanié le 5 décembre 2000 et profondément réformé le 6 janvier 2001). Sa majorité consiste alors en une coalition entre le PLD, le Nouveau Kōmeitō (allié du PLD depuis décembre 1998) et le tout jeune Parti conservateur (fondé en avril 2000 par des dissidents du Parti libéral, mouvement qui était allié au PLD depuis 1998 mais dont le président Ichirō Ozawa a décidé de ne plus soutenir la majorité le 1er avril 2000).
Dans un contexte de mauvaise conjoncture économique née à la fin des années 1980 et aggravé par la crise asiatique de 1997, il prend comme mot d'ordre pour son gouvernement la « Renaissance du Japon » (日本 新生, Nihon shinsei), fondée sur une profonde modernisation du Japon pour le faire entrer dans le XXIe siècle. L'une des mesures phares de son mandat fut ainsi la mise en application de la réforme de l'administration centrale engagée en 1999, qui a entraîné un remaniement profond des différents départements gouvernementaux, avec la fusion (par exemple la création du ministère de la Gestion publique, des Affaires intérieures, de la Poste et des Télécommunications) ou la transformation de ministères (comme la transformation du ministère du Commerce international et de l'Industrie MITI en ministère de l'Économie, du Commerce et de l'Industrie ou METI).

### Élections législatives de juin 2000
Moins de deux mois après son élection, le 2 juin 2000, il décide de faire dissoudre la Chambre des représentants et de provoquer ainsi des élections anticipées le 25 juin, afin de donner à son gouvernement et aux réformes engagées une légitimité populaire.
Ce scrutin est marqué par un net recul pour toutes les composantes de sa majorité qui ne peut être uniquement expliqué par la réduction du nombre de membres de la chambre (qui passe de 500 à 480 représentants). Le PLD perd 38 sièges, ainsi que la majorité absolue, par rapport à ce que comportait son groupe avant les élections, avec 233 députés sur 480. Le Nouveau Kōmeitō passe de 42 à 31 élus, et le Parti conservateur, qui à sa création en avril faisait jeu égal à la chambre avec son « frère ennemi » du Parti libéral avec 18 députés chacun, n'obtient que 7 élus tandis que les libéraux retournent à 22 dans cette nouvelle assemblée. La chute du PLD profite essentiellement au Parti démocrate du Japon qui confirme sa position de second parti du pays et de première force d'opposition, passant de 95 à 127 représentants. Toutefois, le PLD ne manque la majorité absolue qu'à seulement 8 sièges et la coalition gouvernementale conserve un poids considérable à la chambre, avec 271 représentants sur 480, complétés par le soutien de plusieurs députés indépendants.
La nouvelle assemblée reconduit ensuite Yoshirō Mori comme Premier ministre le 4 juillet 2000, par 284 voix sur 480 contre 130 à Yukio Hatoyama.

### Un mandat difficile

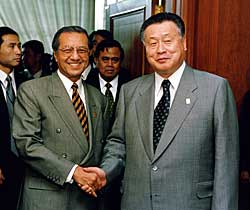
Yoshirō Mori et le Premier ministre malaisien Mahathir Mohamad le 25 novembre 2000

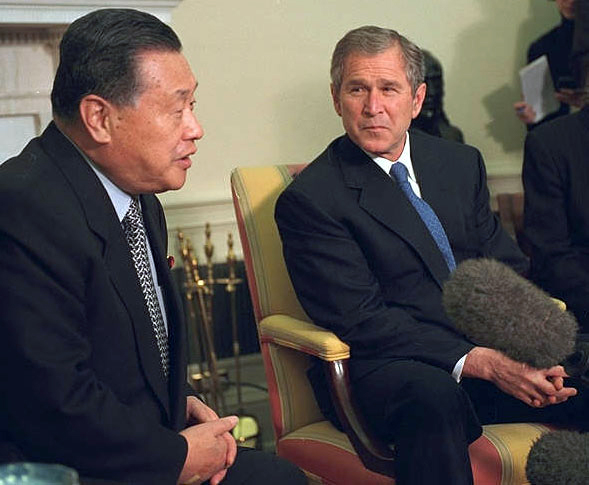
Yoshirō Mori et le président américain George W. Bush le 19 mars 2001

Yoshirō Mori devient rapidement très impopulaire. S'il ne bénéficie pas particulièrement au moment de son entrée en fonction d'un état de grâce, les sondages faisant état en avril 2000 de taux de soutien au gouvernement nouvellement formé avoisinant les 40 % et une insatisfaction oscillant autour des 25 %, sa cote de popularité ne cesse de chuter tout au long de son mandat pour atteindre au printemps 2001, selon plusieurs instituts, un taux d'environ 5,7 %, ce qui en fait l'un des Premiers ministres les plus impopulaires de l'histoire du Japon. Cette impopularité est due tout d'abord aux nombreux dérapages qui restent définitivement attachés à l'image de Yoshirō Mori, mais aussi à plusieurs incidents et scandales que son gouvernement a dû gérer.

#### Les dérapages du Premier ministre
Yoshirō Mori a laissé auprès de la population japonaise le souvenir de nombreux faux-pas, erreurs de jugement, décisions impopulaires et dérapages verbaux. Les plus représentatifs sont :
- dès le 15 mai 2000, il provoque une véritable levée de boucliers dans tout le Japon mais aussi à l'étranger pour avoir décrit le Japon, lors d'une réunion avec des chefs shinto, comme « la nation des dieux, avec l'empereur en son centre ». Cette déclaration fut vue par certains comme une apologie au statut divin des empereurs japonais d'avant-guerre et fut même jugée « dangereuse » par le chef de l'opposition Yukio Hatoyama[5].
- le 8 juin 2000, lors des funérailles d'État organisées pour son prédécesseur Keizō Obuchi, Yoshirō Mori ne réussit pas à accomplir correctement le rituel bouddhiste devant le sanctuaire funéraire d'Obuchi, alors que tous les chefs d'État étrangers présents, dont le président américain Bill Clinton, s'en sont parfaitement acquittés.
- lors de la campagne pour les législatives de 2000, il répond à un journaliste, qui lui faisait remarquer qu'environ la moitié des électeurs restaient encore indécis quant à leur choix de vote, que : « S'ils ne sont toujours pas intéressés par cette élection, ce serait très bien s'ils pouvaient juste dormir tout au long de cette journée (celle des élections) ».
- mais surtout, Yoshirō Mori a particulièrement choqué l'opinion publique pour n'avoir pas interrompu une partie de golf qu'il était en train de jouer lorsqu'il fut averti de l'incident de l'Ehime Maru (le 9 février 2001, le bateau école japonais Ehime Maru est percuté par le sous-marin américain USS Greeneville au large de l'île hawaïenne d'O'ahu et coule, entraînant la mort de ses 9 membres d'équipage dont 4 lycéens).

#### Plusieurs scandales et crises à gérer
Outre ses propres dérapages, le Premier ministre et son gouvernement ont à gérer un certain nombre de crises.
Le 27 octobre 2000, le secrétaire général du Cabinet, et donc plus proche collaborateur du Premier ministre et personnage important du gouvernement, Hidenao Nakagawa, est obligé de démissionner pour un scandale de mœurs. En effet, un hebdomadaire japonais l'avait accusé d'entretenir une relation extraconjugale, de consommer des stupéfiants et d'être proche d'une organisation d'extrême-droite, la Fédération de la Jeunesse du Japon. S'il a réfuté la plupart de ces accusations, notamment la proximité avec l'extrême-droite, le ministre a alors reconnu ne pas être « un saint », ce qui a été perçu comme un aveu notamment de l'existence d'une maîtresse.
L'affaire de l'Ehime Maru, outre l'attitude du Premier ministre lors de l'annonce de l'incident, a également soulevé de nombreuses critiques quant à la gestion par le gouvernement du dossier.
Mais Yoshirō Mori a dû également subir une forte instabilité au sein de son propre parti, notamment à travers ce qui fut appelée la « rébellion Katō », du nom du député réformateur néo-libéral Kōichi Katō qui a mené la fronde. En effet, le 20 novembre 2000, l'opposition décide de déposer une motion de censure contre le gouvernement. Or, rapidement, Kōichi Katō annonce qu'il pourrait la voter pour protester contre la gestion opaque du PLD par le « groupe des 5 » et les nombreux dérapages du Premier ministre et de son cabinet. Il est bientôt rejoint en ce sens par son allié de longue date Taku Yamasaki avec lequel il avait fondé au début des années 1990 un trio réformateur complété par Jun'ichirō Koizumi qui affirme alors, quant à lui, son soutien à Mori, issu de la même faction que lui. Quoi qu'il en soit, si les factions Katō et Yamasaki font partie des plus petites du PLD, le vote de la motion de censure par ses membres entraînerait son adoption et donc la chute du gouvernement : en effet, la coalition gouvernementale dispose d'une majorité de 272 élus sur 480, soit 31 de plus que la majorité absolue et une marge de manœuvre assez faible puisque les deux factions rebelles comprennent, une fois leurs effectifs cumulés, 64 représentants. Finalement, lors du vote le 21 novembre, Katō et Yamasaki ainsi que 40 partisans de leur fronde (dont 36 de leurs factions respectives) ne se déplacent pas, choisissant ainsi de ne pas apporter leur voix à la motion (qui est donc rejetée, par 190 voix pour et 237 contre) tout en marquant leur désaccord avec l'équipe gouvernementale.

### La démission
Devenu extrêmement impopulaire, Yoshirō Mori annonce finalement sa démission le 20 avril 2001, à deux mois du renouvellement de la moitié de la Chambre des conseillers de juillet 2001. Il reste toutefois en fonction jusqu'à l'élection de son successeur par le parlement le 26 avril 2001, Jun'ichirō Koizumi, élu à la tête du PLD deux jours auparavant.

## Vie politique à la suite de sa démission

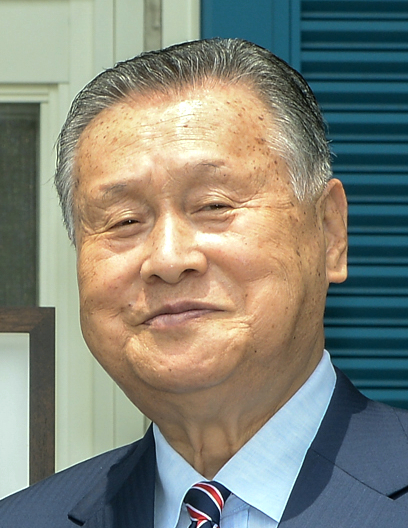
Yoshirō Mori en 2015

Yoshirō Mori reste un homme politique de premier plan, même après sa démission. Il est membre de la Chambre des représentants jusqu'en 2012, et a repris, de 2001 à 2006, la présidence du « Conseil pour la nouvelle politique Seiwa » qu'il avait abandonnée à Koizumi lorsqu'il était devenu Premier ministre. Cette faction est devenue la plus importante du PLD en nombre de parlementaires et reste le principal soutien à Jun'ichirō Koizumi au sein du parti, même si celui-ci sera certainement le Premier ministre japonais qui aura le mieux réussi à s'affranchir du jeu des factions.
Son influence se maintient après le passage dans l'opposition du PLD en 2012, où le retrait de son soutien, avec d'autres, pousse le président du parti, Sadakazu Tanigaki, à ne pas briguer un nouveau mandat à la tête du mouvement lors de l'élection du 26 septembre 2012. Ainsi, Yoshirō Mori, après avoir indiqué le 24 juillet qu'il n'y avait pas de candidature appropriée à l'exception de celle de Tanigaki, le critique ouvertement lors d'une émission télévisée le 2 septembre sur sa gestion de la motion de censure déposée par d'autres partis d'opposition en août, déclarant alors : « Je pense qu'il y a une limite à ce que M. Tanigaki peut faire. Mes sentiments à son sujet ont complètement changé ».
Il est également toujours sollicité, y compris par le PDJ, pour des missions diplomatiques, tout particulièrement avec la Russie, ayant gardé des contacts importants avec Vladimir Poutine,.
Il a décidé de ne pas briguer un nouveau mandat lors des élections législatives du 16 décembre 2012, et se retire ainsi de la politique active.

## Intérêts et activités sportives
Yoshirō Mori est connu pour jouer au rugby depuis le secondaire, sport que pratiquait également son père avant lui. Étudiant, il faisait partie de l'équipe du Waseda University Rugby Football Club. De 2005 à 2015, il est le président de la Japan Rugby Football Union, la fédération japonaise de rugby à XV.
Il est vice-président du Comité d'organisation de la Coupe du monde de rugby à XV 2019 au Japon et en 2014, il est nommé, en 2014, à la tête du comité d'organisation pour les Jeux olympiques d'été de 2020 à Tokyo (Tocog). En novembre 2018, World Rugby lui remet le Trophée Vernon Pugh pour services rendus.
En février 2021 après des critiques, il s'excuse pour ses propos sexistes sur les femmes dans les conseils d'administration, affirmant que « les conseils d’administration avec beaucoup de femmes prennent beaucoup de temps » mais que les femmes de l'organisation des Jeux olympiques 2020 savent « rester à leur place »,. Ses propos et ses excuses poussives sont à la fois critiqués par une partie de l'opinion publique japonaise, par le Comité international olympique et aussi par les principaux sponsors des Jeux olympiques. Le 12 février, Mori démissionne de la présidence du comité d'organisation des Jeux olympiques de 2020,.

## Famille
Il a épousé en 1961 l'une de ses condisciples de l'université Waseda, Chieko Maki. Ensemble, ils ont eu deux enfants :
- un fils : Yūki Mori (森 祐喜, Mori Yūki?), né en 1965 et décédé en 2011, élu PLD de l'assemblée préfectorale d'Ishikawa pour la ville de Nomi et le district du même nom[16] de 2006 à 2010 (réélu pour un second mandat cette année-là, il démissionne toutefois le 7 août 2010 après avoir été arrêté en état d'ivresse[17]).
- une fille : Yōko Mori (森 陽子, Mori Yōko?), née en 1969, a épousé Shinsuke Fujimoto (藤本 真佐, Fujimoto Shinsuke?), né en 1967, président directeur général de Digital Hollywood, une école pour designers et programmeurs de graphes informatiques à Tokyo.